# Болтушкин, Александр Павлович
Александр Павлович Болтушкин (1904—1943) — старший сержант Рабоче-крестьянской Красной Армии, участник советско-финской и Великой Отечественной войн, Герой Советского Союза (1943).

## Биография
Родился 5 апреля 1904 года в деревне Сарафановская Кулига (ныне — деревня Сарафановская, входит в состав Городищенского сельского поселения Нюксенского района Вологодской области) в крестьянской семье. Получил начальное образование, работал бригадиром и председателем колхоза. В 1939 году был призван на службу в Рабоче-крестьянскую Красную Армию, участвовал в советско-финской войне, после её окончания в 1940 году был демобилизован. В 1941 году был повторно призван в армию. С начала Великой Отечественной войны — на её фронтах. Участвовал в битве за Москву, во время одного из боёв вынес раненого Сергея Зимина, с которым впоследствии воевал. К марту 1943 года гвардии старший сержант Александр Болтушкин был помощником командира взвода 78-го гвардейского стрелкового полка 25-й гвардейской стрелковой дивизии 6-й армии Юго-Западного фронта, командовал взводом лейтенант Пётр Широнин. Отличился во время освобождения левобережной Украины.
2 марта 1943 года принимал участие в отражении контратак вражеских танковых, механизированных и пехотных сил у железнодорожного переезда на южной окраине села Тарановка Змиевского района Харьковской области Украинской ССР. Во время отражения третьей за день атаки, когда один из танков подошёл вплотную к окопам, подорвал его гранатой и автоматными очередями уничтожил шедших рядом немецких пехотинцев. Вскоре во время отражения очередной атаки погиб. Был похоронен в братской могиле на месте боя. В числе всех бойцов взвода Широнина был представлен к званию Героя Советского Союза.
Указом Президиума Верховного Совета СССР «О присвоении звания Героя Советского Союза начальствующему и рядовому составу Красной Армии» от 18 мая 1943 года за «образцовое выполнение боевых заданий командования на фронте борьбы с немецкими захватчиками и проявленные при этом отвагу и геройство» был удостоен посмертно высокого звания Героя Советского Союза. Также был награждён орденом Ленина.